# Grabie (Mazovie)
Pour les articles homonymes, voir Grabie.
Grabie (prononciation : [ˈɡrabjɛ]) est un village polonais de la gmina de Nowe Miasto dans le powiat de Płońsk de la voïvodie de Mazovie dans le centre-est de la Pologne.
Il se situe à environ 4 kilomètres au sud de Nowe Miasto (siège de la gmina), 16 kilomètres à l'est de Płońsk (siège du powiat) et à 52 kilomètres au nord-ouest de Varsovie (capitale de la Pologne).

## Histoire
De 1975 à 1998, le village appartenait administrativement à la voïvodie de Ciechanów.